# Rhinopoma hardwickii
Rhinopoma hardwickii là một loài động vật có vú trong họ Rhinopomatidae, bộ Dơi. Loài này được Gray mô tả năm 1831.